# Голубая игуана (фильм)
«Голубая игуана» (англ. The Blue Iguana) — кинофильм 1988 года.

## Сюжет
Фильм рассказывает о приключениях охотника за головами, шантажируемого сборщиками налогов, которые грозят остановить незаконный трансфер 20 000 000 долларов, укрытых от налогообложения, из Мексики в США. Прибыв в городок Дьябло, где жизнь ценится очень дёшево, он должен проникнуть в тщательно охраняемый банк…

## В ролях
- Дилан Макдермотт — Винс Голлоуэй
- Джессика Харпер — Кора
- Пэмела Гидли — Дакота
- Джеймс Руссо — Рено

## Съёмочная группа
- Режиссёр и сценарист: Джон Лафия
- Оператор: Рудольфо Санчес
- Продюсер: Стив Голин
- Композитор: Этан Джеймс
- Монтажёр: Скот Честнат